# Barbara Dégi
Dans le nom hongrois Dégi Barbara, le nom de famille précède le prénom, mais cet article utilise l’ordre habituel en français Barbara Dégi, où le prénom précède le nom.
Barbara Dégi est une joueuse hongroise de volley-ball née le 29 novembre 1983 à Budapest. Elle mesure 1,85 m et joue au poste d'attaquante. Elle totalise 31 sélections en équipe de Hongrie.

## Clubs
| Club             | De        | À         |
| ---------------- | --------- | --------- |
| Vasas Budapest   | 2003-2004 | 2007-2008 |
| USC Münster      | 2008-2009 | 2009-2010 |
| Volley Köniz     | 2010-2011 | 2010-2011 |
| Alemannia Aachen | 2011-2012 | 2012-2013 |
| Újpesti TE       | 2016-2017 | …         |

## Palmarès
- Championnat de Hongrie
  - Vainqueur : 2005, 2008.
  - Finaliste : 2004, 2006.